# کوه کلاویت
کوه کلاویت (به لاتین: Mount Calavite) یک کوه در فیلیپین است که در میماروپا واقع شده‌است. کوه کلاویت ۱٬۵۲۱ متر بالاتر از سطح دریا واقع شده‌است.